# Lepanthes ibanezii
Lepanthes ibanezii är en orkidéart som beskrevs av Carlyle August Luer och Béhar. Lepanthes ibanezii ingår i släktet Lepanthes och familjen orkidéer.
Artens utbredningsområde är Guatemala. Inga underarter finns listade i Catalogue of Life.